# Musashi Suzuki
Musashi Suzuki (鈴木 武蔵, Suzuki Musashi, Montego Bay, 11 februari 1994) is een Japans voetballer die als aanvaller speelt bij K. Beerschot V.A..

## Clubcarrière
Musashi Suzuki begon zijn carrière in 2012 bij Albirex Niigata. In het seizoen 2015 kwam hij op huurbasis uit voor Mito HollyHock. In het seizoen 2017 kwam hij op huurbasis uit voor Matsumoto Yamaga FC. Op 18 augustus 2020 tekende hij een contract voor 3 jaar (+ 1 jaar optie) bij K. Beerschot V.A..

## Statistieken
| Seizoen         | Club               | Land            | Competitie      | Competitie | Competitie | Beker | Beker | Internationaal | Internationaal | Totaal | Totaal |
| Seizoen         | Club               | Land            | Competitie      | Wed.       | Dlp.       | Wed.  | Dlp.  | Wed.           | Dlp.           | Wed.   | Dlp.   |
| --------------- | ------------------ | --------------- | --------------- | ---------- | ---------- | ----- | ----- | -------------- | -------------- | ------ | ------ |
| 2012            | Albirex Niigata    | Vlag van Japan  | J1 League       | 9          | 0          | 4     | 1     | —              | —              | 13     | 1      |
| 2013            | Albirex Niigata    | Vlag van Japan  | J1 League       | 15         | 2          | 3     | 0     | —              | —              | 18     | 2      |
| 2014            | Albirex Niigata    | Vlag van Japan  | J1 League       | 29         | 3          | 8     | 6     | —              | —              | 37     | 9      |
| 2015            | Albirex Niigata    | Vlag van Japan  | J1 League       | 13         | 1          | 5     | 1     | —              | —              | 18     | 2      |
| 2015            | → Mito HollyHock   | Vlag van Japan  | J2 League       | 6          | 2          | 0     | 0     | —              | —              | 6      | 2      |
| 2016            | Albirex Niigata    | Vlag van Japan  | J1 League       | 14         | 0          | 4     | 1     | —              | —              | 18     | 1      |
| 2017            | Albirex Niigata    | Vlag van Japan  | J1 League       | 17         | 1          | 7     | 0     | —              | —              | 24     | 1      |
| 2017            | → Matsumoto Yamaga | Vlag van Japan  | J2 League       | 9          | 0          | 0     | 0     | —              | —              | 9      | 0      |
| 2018            | V-Varen Nagasaki   | Vlag van Japan  | J1 League       | 29         | 11         | 2     | 1     | —              | —              | 31     | 12     |
| 2019            | Hokkaido Sapporo   | Vlag van Japan  | J1 League       | 33         | 13         | 6     | 7     | —              | —              | 39     | 20     |
| 2020            | Hokkaido Sapporo   | Vlag van Japan  | J1 League       | 4          | 5          | 1     | 1     | —              | —              | 5      | 6      |
| 2020/21         | Beerschot V.A.     | Vlag van België | Eerste klasse A | 26         | 6          | 1     | 0     | —              | —              | 27     | 6      |
| 2021/22         | Beerschot V.A.     | Vlag van België | Eerste klasse A | 18         | 0          | 1     | 0     | —              | —              | 19     | 0      |
| Carrière totaal | Carrière totaal    | Carrière totaal | Carrière totaal | 222        | 44         | 42    | 18    | 0              | 0              | 264    | 62     |

## Japans voetbalelftal
Musashi Suzuki nam met het Japans voetbalelftal deel aan de Olympische Zomerspelen 2016.

## Statistieken
| Japans voetbalelftal | Japans voetbalelftal | Japans voetbalelftal |
| Jaar                 | Wed.                 | Dlp.                 |
| -------------------- | -------------------- | -------------------- |
| 2019                 | 7                    | 1                    |
| Totaal               | 7                    | 1                    |